# Carl Christian Philipp Tauchnitz

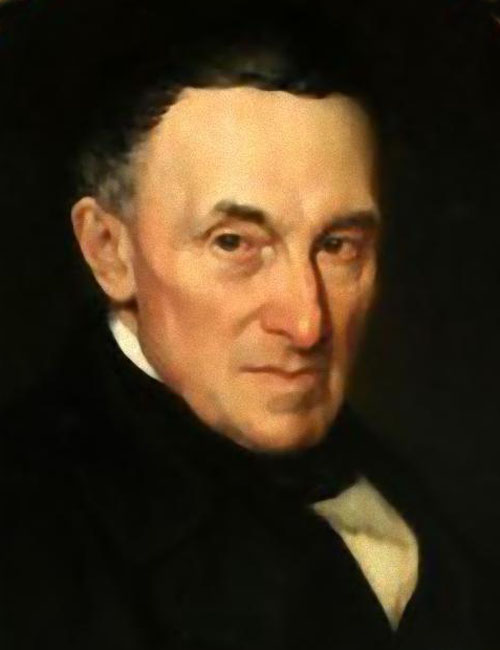
Carl Christian Philipp Tauchnitz.

Carl Christian Philipp Tauchnitz, född den 4 mars 1798 i Leipzig, död där den 16 april 1884, var en tysk förläggare och filantrop. Han var son till Carl Christoph Traugott Tauchnitz och kusin till Christian Bernhard von Tauchnitz.
Tauchnitz fortsatte sin fars förlagsrörelse till 1865 (då den övergick till Otto Holtze). Han skänkte anonymt större summor till upprättande av sjukhus med mera och testamenterade sin kvarlåtenskap (över 4 miljoner mark) till staden Leipzig, för allmännyttiga och välgörande ändamål.